# ماركوس إتش. بارنوم
ماركوس إتش. بارنوم هو محرر ومحامي وصحفي وشخصية أعمال وسياسي أمريكي، ولد في 14 مارس 1834، وتوفي في 31 يوليو 1904. نشط حزبياً في الحزب الجمهوري. وقد انتخب عضو جمعية ولاية ويسكونسن ‏.